# روبرت ويلسون (لاعب كرة سلة)
روبرت ويلسون (بالإنجليزية: Bob Wilson) (و. 1926 – 2014 م) هو لاعب كرة السلة، من الولايات المتحدة، ولد في كلاركسبورغ، يلعب كلاعب هجوم خلفي، توفي في نيوآرك، نيوجيرسي، عن عمر يناهز 88 عاماً.

## التعليم
تعلم في Kelly Miller High School ‏، وجامعة فرجينيا الغربية الحكومية ‏.

## روابط خارجية
- روبرت ويلسون على موقع إن بي أي (الإنجليزية)
- روبرت ويلسون على موقع سبورتس رفرنس (الإنجليزية)
- روبرت ويلسون على موقع ريلجم (الإنجليزية)
- روبرت ويلسون على موقع بروبوليرز (الإنجليزية)